# 제1재무경
제1재무경(First Lord of the Treasury)은 영국의 고중세 관직인 재무경 (Lord High Treasurer)의 후신 직책이다. 초대 대장경은 1714년에서 1715년 사이에 재임한 제1대 핼리팩스 백작 찰스 몬태규이며, 1895년에서 1905년까지 재무경을 맡은 아서 밸푸어 이후로는 모든 영국의 총리가 제1대장경 및 여당의 당대표를 겸하고 있다. 그 유래 및 이름은 공화국가들의 재무장관과 유래가 같지만 사실상 명예적 칭호로만 남아 있다. 실제 재무 관련 업무를 총괄하는 것은 재무장관이며, 재무장관이 제2재무경(Second Lord of the Treasury)을 겸한다.
일본어권에서는 대장경 (大蔵卿)으로 칭하며 한국어권에서는 '제1재무경', '제1대장경' 등으로 번역된다.

## 역대 제1대장경
- 리즈 트러스
- 리시 수낵
- 키어 스타머

1. ↑  “[세계는 지금] 찰스 3세 대관식을 앞두고 본 영국 왕실 이야기”. 월간조선. 2023년 5월. 2025년 8월 20일에 확인함.